# Seria E.626 FS
Seria E.626 – seria uniwersalnych lokomotyw elektrycznych wyprodukowanych dla Ferrovie dello Stato w latach 1927-1939. Seria była pierwszą lokomotywą zasilaną napowietrznie prądem stałym o napięciu 3 kV we Włoszech.